# Thomas Fiumana
Thomas Fiumana (né le 3 janvier 1990 à Cesena,) est un coureur cycliste italien, actif dans les années 2000 et 2010

## Biographie
Bon sprinteur, Thomas Fiumana a remporté diverses courses du circuit italien durant sa carrière. Il s'est également imposé sur le Grand Prix Industrie del Marmo 2012, inscrit au calendrier de l'UCI Europe Tour. La même année, il se classe troisième d'une étape de la Coupe des Nations Ville Saguenay. Il n'est toutefois jamais passé professionnel. 

## Palmarès

### Par année
- 2010
  - 2e du Circuito delle Stelle
- 2011
  - 2e de la Coppa Lanciotto Ballerini
  - 3e de la Coppa in Fiera San Salvatore
- 2012
  - Trophée Mario Zanchi
  - Gran Premio Montanino
  - Grand Prix Industrie del Marmo
  - 3e du Trophée de la ville de Brescia
- 2013
  - Coppa Penna
  - Gran Premio Polverini Arredamenti
  - Trofeo Comune di Lamporecchio
  - 2e de Florence-Empoli
  - 2e du Grand Prix Industrie del Marmo
  - 2e du Giro dei Tre Ponti
  - 2e du Giro delle Due Province
  - 2e du Trofeo Petroli Firenze

### Classements mondiaux
| Année            | 2009 | 2010 | 2011 | 2012 | 2013 |
| ---------------- | ---- | ---- | ---- | ---- | ---- |
| UCI Europe Tour  | 860e |      |      | 299e | 463e |
| UCI America Tour |      |      |      | 393e |      |